# Bilal Başaçıkoğlu
Bilal Başaçıkoğlu (* 26. března 1995, Zaanstad, Nizozemsko) je nizozemsko-turecký fotbalový záložník. Od léta 2014 hraje v klubu Feyenoord. V mládežnických kategoriích reprezentoval Nizozemsko a Turecko.
Má tureckého otce a matku Marokánku.

## Klubová kariéra
S profesionálním fotbalem začínal v nizozemském klubu SC Heerenveen. V létě 2014 přestoupil do Feyenoordu.

## Reprezentační kariéra

### Nizozemsko
Bilal Başaçıkoğlu nastupoval za nizozemské mládežnické výběry U18 a U19.
Zúčastnil se Mistrovství Evropy hráčů do 19 let 2013 v Litvě, kde mladí Nizozemci skončili na nepostupové třetí příčce základní skupiny A.

### Turecko
V roce 2014 se stal členem tureckých reprezentací do 20 a do 21 let.